# The Breakfast Club: A XXX Parody
The Breakfast Club: A XXX Parody ist eine Porno-Parodie aus dem Jahr 2010 über den Film The Breakfast Club.

## Handlung
Fünf unterschiedliche Schüler treffen sich an einem Samstag beim Nachsitzen in der Schulbibliothek unter Aufsicht von Lehrerin Dean Verna. Sie werden nach und nach von ihrer Sexbesessenheit zusammengeführt. Auch drei Cheerleader kommen später noch vorbei.

## Produktion und Veröffentlichung
Regie und Drehbuch übernahm Lee Roy Myers. Die Erstveröffentlichung fand am 6. Juli 2010 in den Vereinigten Staaten statt.

## Nominierungen
AVN Award 2011 für:
- Best Parody – Comedy
- Best Actor: Chad Alva
- Best Screenplay – Adapted: T.T. Frye und Lee Roy Myers
- Best Group Sex Scene: Breanne Benson, Levi Cash, Tessa Taylor und Brooke Van Buuren